# 拉丁人

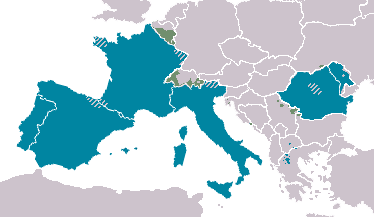
现代拉丁罗曼语系在欧洲的分布

拉丁民族（拉丁语：Latinus (m.)，Latina (f.)，Latini (m. pl.)；英语/法语：Latins）原指古代定居義大利半島中西部拉丁姆平原（今罗马周边）的部落民族。拉丁人是一個語言群體，直到西元前8世紀才有文字。他們有共同的崇拜，例如阿爾班山上的朱庇特崇拜。拉丁人生活在鄉村社區，主要是牧民社會，因為土地容易被洪水淹沒。其先民為西元前1000年左右由歐洲大陸遷來的印歐人。使用印歐語系的拉丁語。

铁器时代意大利半岛的各民族（罗马人扩张前夕）

現在泛指受拉丁語和羅馬文化影響較深的操印歐語系拉丁语族語言的民族，如義大利人、羅曼什人、科西嘉人、法蘭西人、瓦隆人、西班牙人、葡萄牙人、加泰隆人、羅馬尼亞人、摩尔多瓦人等。

## 语言

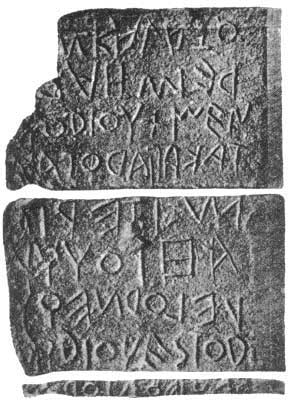
黑色青金石，已知最早的拉丁语铭文

拉丁人部落講拉丁語（尤其是古拉丁語），本身是歐洲印歐語系的一個分支。
拉丁語現存最古老的銘文被認為是刻在1899年在羅馬廣場發現的青金石上，其歷史可追溯到西元前600年左右。它以古老的拉丁語的原始形式寫成。它還證實了當時羅馬國王的存在，一些歷史學家認為他們是神話：銘文包含“recei”一詞，這是古拉丁語中主格單數中的“國王”一詞，相当于古典拉丁語中的regi，或rex。
拉丁字母对世界影响深远，首先随着罗马人的扩张传遍了欧洲，随后随着欧洲人的殖民传遍了世界。整片西欧和美洲（加拿大北方和原住民音節文字一起並列使用）、澳洲、非洲（除北非和埃塞俄比亚外）的语言，以及东欧的波兰语、捷克语、納瓦特語、斯洛文尼亚语、羅馬尼亚语、摩爾多瓦语、匈牙利语（與古匈牙利字母並列使用），还有亚洲的越南语、馬來语、印尼语、菲律賓语、土耳其语和東帝汶德頓語都採用拉丁字母。

## 延伸閱讀
- Barker, Graeme. Landscape and Society: Prehistoric Central Italy. London: Academic Press, 1981.
- Bietti Sestieri, Anna Maria, Ellen Macnamara, and Duncan R Hook. Prehistoric Metal Artefacts From Italy (3500-720BC)In the British Museum. London: British Museum, 2007.
- Bradley, Guy Jolyon, Elena Isayev, and Corinna Riva. Ancient Italy: Regions without Boundaries. Exeter, UK: University of Exeter Press, 2007.
- Brown, A. C. Ancient Italy before the Romans. Oxford: Ashmolean Museum, 1980.
- Forsythe, Gary. A Critical History of Early Rome: From Prehistory to the First Punic War. Berkeley: University of California Press, 2005.
- Ridgway, David. Ancient Italy In Its Mediterranean Setting: Studies In Honour of Ellen Macnamara. London: Accordia Research Institute, University of London, 2000.
- Whitehouse, Ruth. Underground Religion: Cult and Culture In Prehistoric Italy. London: Accordia Research Centre, University of London, 1992.

## 外部連結
- Distinguishing the terms: Latins and Romans